# Khaled Bouhakak
Khaled Bouhakak (en arabe : خالد بوحكاك, en tifinagh : ⴽⵀⴰⵍⴻⴷ ⴱⵓⵀⴰⴽⴰⴽ) est un footballeur algérien né le 18 septembre 1993 à El Khroub dans la wilaya de Constantine. Il évolue au poste de défenseur central.

## Carrière

### En club

#### Avec la JS Kabylie (2021-2024)
En août 2021, il signe pour deux saisons, avec la JS Kabylie.
En juillet 2023, en fin de contrat, avec la JSK, il prolonge, pour deux autres saisons.
Il résilie son contrat, avec la JS Kabylie, à la fin de la saison 2023-2024.